# Ofiolit

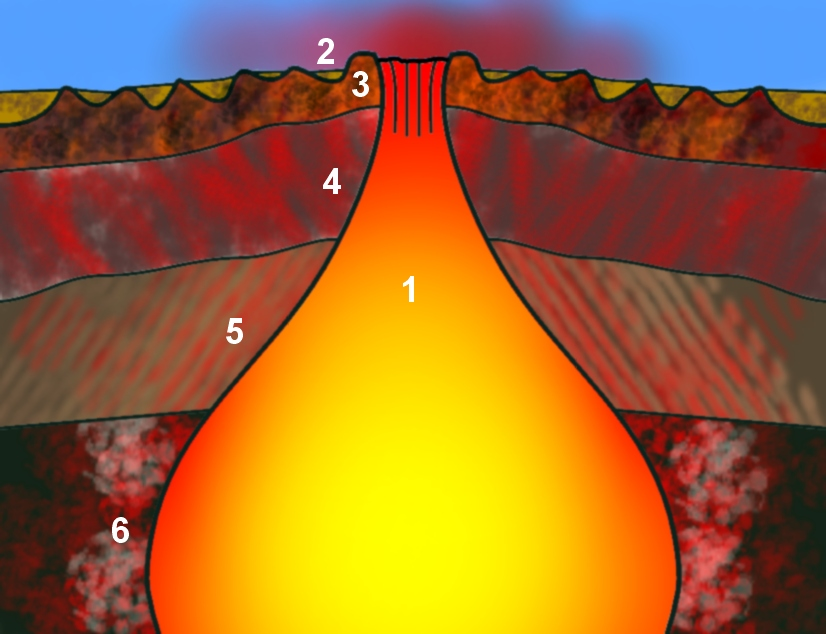
Uproszczony schemat serii ofiolitowej:
1. komora magmowa
2. warstwa sedymentów
3. bazalty poduszkowe
4. dajki bazaltowe
5. warstwowane gabro
6. kumulaty dunitowe/perydotytowe

Ofiolit jest to zespół powstałych pod powierzchnią oceanów, skał magmowych (obojętnych lub zasadowych), często w różnym stopniu przeobrażonych. 
Najniżej występują głębinowe, ultrazasadowe perydotyt i dunit (najczęściej zserpentynizowane), następnie gabro i bazalty (najpierw w formie dajek, następnie bazaltów poduszkowych), przykryte oceanicznymi osadami. Pełna sekwencja ofiolitowa występuje na Cyprze w masywie Trodos, w Polsce największym kompleksem ofiolitowym jest Masyw Ślęży.